# Gutenbrunn mit Reidling
Die Herrschaft Gutenbrunn mit Reidling war eine Grundherrschaft im Viertel ober dem Wienerwald im Erzherzogtum Österreich unter der Enns, dem heutigen Niederösterreich.

## Ausdehnung
Die Herrschaft umfasste zuletzt die Ortsobrigkeit über Gutenbrunn, Heiligenkreuz, Reidling, Trastorf, Eggendorf, Frauendorf, Bärndorf und Bierbaum. wobei die Ortsobrigkeit über Bierbaum im Wechsel mit dem Stift Herzogenburg ausgeübt wurde. Der Sitz der Verwaltung befand sich im Schloss Heiligenkreuz.

## Geschichte
Letzter Inhaber der Allodialherrschaft war Karl Freiherr von Reichenbach, bis diese im Zuge der Reformen 1848/1849 aufgelöst wurde.